# Rumppunen
Rumppunen este o arie protejată (arie specială de conservare — SAC, sit de importanță comunitară — SCI) din Suedia întinsă pe o suprafață de 216,9 ha, integral pe uscat.

## Localizare
Centrul sitului Rumppunen este situat la coordonatele 66°49′00″N 22°29′12″E / 66.8167°N 22.4868°E.

## Înființare
Situl Rumppunen a fost declarat sit de importanță comunitară în decembrie 1995 pentru a proteja 1 specie de plante. Situl a fost protejat și ca arie specială de conservare în martie 2011.

## Biodiversitate
Situată în ecoregiunea boreală, aria protejată conține 8 habitate naturale: Turbării Aapa, Mlaștini împădurite, Mlaștini turboase de tranziție și turbării mișcătoare, Taiga vestică, Cursuri de apă de la nivel de câmpie la nivel montan, cu vegetație Ranunculion fluitantis și Callitricho-Batrachion, Păduri de conifere pe eskere fluvioglaciare sau legate la acestea, Izvoare fino-scandinave și mlaștini produse de izvoare bogate în minerale, Lacuri și iazuri distrofice naturale.
La baza desemnării sitului se află o specie protejată de  plante: Ranunculus lapponicus.